# Museo de Historia Republicana Villa Roy
El Museo de Historia Republicana Villa Roy es uno de los museos más importantes de la república de Honduras, recoge la historia de la nación hondureña, desde su independencia del Imperio español a partir de 1821, la formación del estado a partir de 1823, y sus políticas republicanas hasta el año 1975.

## Historia
El edificio que hoy es sede del museo de Villa Roy, fue construido desde los años 1936 a 1940 por el arquitecto Augusto Bressani y como maestro constructor estuvo Samuel Salgado; su primer propietario fue el acaudalado empresario estadounidense, Roy Gordon —de allí su nombre, Villa Roy—; el señor Gordon era miembro de la Rosario Mining Company transnacional que operaba en San Juancito, para lo cual el señor Gordon cuando viajaba de aquel lugar a Tegucigalpa, se alojaba en su residencia. Seguidamente pasó en 1940 a residencia del entonces contable minero y político nacionalista Julio Lozano Díaz y su familia. La ex-primera dama señora Laura Vijil Lozano donó la residencia para la instalación de un museo en 1979 hasta 1996 que albergó el Museo Nacional. Después de una revisión de la infraestructura el IHAH decidió que sería la sede del “Museo de la Historia Republicana” que abrió sus puertas en 1997

## Salas y exhibiciones
El Museo de Historia Republicana Villa Roy reúne y difunde la historia de Honduras desde la independencia, la formación del Estado hondureño, la declaración de república, hasta el presente, las cuales se muestran al público de manera ordenada mediante catorce salas cronológicamente establecidas y documentadas.
Cuenta con dos niveles en los que se albergan 14 salas, en el primer nivel se encuentran 6 salas:
1. Lobby de Entrada, vestidor.
2. Despacho de don Julio Lozano Díaz.
3. Sala de Organización Política territorial hondureña.
4. Sala de Audiovisuales.
5. Sala de Música.
6. Sala de Educación y Cultura.

En el segundo se encuentran 8 salas:
1. Sala de exposición temporales.
2. Independencia del Imperio español y Anexión al Primer Imperio Mexicano.
3. Reacción conservadora de Honduras.
4. Época de la Reforma Liberal hondureña.
5. Historia de los Partidos Políticos.
6. Guerras civiles y luchas partidarias.
7. Consolidación del Estado nacional
8. Modernización del Estado[5]

## Problemas del edificio
En el año de 1996 el museo fue cerrado con el fin de realizar algunas obras de restauración; al terminar las mismas fue reinaugurado en 1997. Fue nuevamente cerrado al público debido a la detección de fisuras en el edificio, posteriores a un terremoto ocurrido en 2010 y a la detección de una falla geológica en la zona por lo que se realizaron obras de estabilización con un valor de 5 millones de Lempiras. Se estimó que el museo abriría nuevamente para el 2011; pero, se pospuso con el fin de terminar todas las obras de reparación. Seguidamente en el mes de mayo de 2014, una sección del suelo de la bodega donde se encuentra la sección de arqueología cedió, por lo que COPECO sugirió la evacuación total del inmueble. para evitar daños. Según los expertos, dicha falla no impide que el edificio sea utilizado, si se hacen los  drenajes apropiados a los muros que la rodean. De todas las piezas que albergaba solo diecisiete piezas se conservan el ese edificio, que está en el completo abandono. El resto de las piezas, se han trasladado al edificio de la antigua Casa Presidencial. El edificio de "Villa Roy" fue cerrado en el 2010, para proceder a su reparación; pero desde el año 2013 las obras se han parado, por falta de presupuesto para concluir la obra.